# Streepkeelcanastero
De streepkeelcanastero (Asthenes humilis) is een zangvogel uit de familie Furnariidae (ovenvogels).

## Verspreiding en leefgebied
Deze soort komt voor in Peru en noordelijk Bolivia en telt drie ondersoorten:
- A. h. cajamarcae: noordwestelijk Peru.
- A. h. humilis: centraal Peru.
- A. h. robusta: zuidelijk Peru en noordelijk Bolivia.

## Status
De grootte van de populatie is niet gekwantificeerd maar de soort wordt omschreven als vrij algemeen. Op de Rode lijst van de IUCN heeft deze soort de status niet bedreigd.